# Torsten Lidman
Knut Torsten Lidman, född 17 oktober 1903 i Malmö, död 12 november 1990 i Limhamn, var en svensk målare.
Lidman studerade konst vid Skånska målarskolan, Anders Olssons skulpturskola och Essem-skolan i Malmö. Hans konst består av porträtt i olja eller pastell. Lidman är representerad med porträtt i ett flertal offentliga lokaler i Malmö. Han är begravd på Limhamns kyrkogård i Malmö.